# Александрия (дем)
Вижте пояснителната страница за други значения на Александрия.
Александрия (на гръцки: Δήμος Αλεξάνδρειας, Димос Александрияс) е дем в област Централна Македония на Република Гърция. Център на дема е град Александрия (Гида).

## Селища
Дем Александрия е създаден на 1 януари 2011 година след обединение на четири стари административни единици – демите Александрия, Антигонидес, Мелики и Плати в областта Урумлък.

### Демова единица Александрия
Според преброяването от 2001 година дем Александрия има 19 283 жители и в него влизат град Александрия и 9 села.
- Демова секция Александрия

- град Александрия (Αλεξάνδρεια, старо Гида)
- село Нишел (Нисели, Νησέλι)
- село Схинас (Σχοινάς)

- Демова секция Врисаки

- село Врисаки (Βρυσάκι, старо Решани)

- Демова секция Камбохори

- село Камбохори (Καμποχώρι, старо Триховища)

- Демова секция Лутрос

- село Лутрос (Λουτρός)
- село Ексоклиси (Εξωκκλήσι)

- Демова секция Неохори

- село Неохори (Νεοχώρι)

- Демова секция Ниси

- село Ниси (Νησί)
- село Санда (Σάντα)

### Демова единица Антигонидес
Според преброяването от 2001 година дем Антигонидес (Δήμος Αντιγονιδών) с център в Кавасила има 5360 жители и в него влизат 8 села:
- Демова секция Кавасила

- село Кавасила (Καβάσιλα)

- Демова секция Епископи

- село Пископи (на гръцки Επισκοπή, Епископи)
- село Калохори (Καλοχώρι, старо Нео Скилици)

- Демова секция Кефалохори

- село Кефалохори (Κεφαλοχώρι, старо Пожари или Бугарин)

- Демова секция Ксехасмени

- село Ксехасмени (Ξεχασμένη)
- село Рапсоманики (Ραψομανίκι)

- Демова секция Палео Скилици

- село Палео Скилици (Παλαιό, Παλιό Σκυλίτσι)

- Демова секция Ставрос

- село Ставрос (Σταυρός)

### Демова единица Мелики
Според преброяването от 2001 година дем Мелики (Δήμος Μελίκης) с център в Мелики има 7438 жители и в него влизат 8 села и 1 манастир:
- Демова секция Мелики

- село Мелики (Μελίκη)

- Демова секция Анкатия (1547)

- село Грисел (или Грижал, на гръцки Αγκαθιά, Анкатия)
- село Трилофия (Τριλοφία, старо Трихлево)

- Демова секция Кипсели

- село Кипсели (Κυψέλη)
- Свиницки манастир (Μονή Αγίου Αθανασίου Σφηνίσσης)

- Демова секция Неокастро

- село Неокастро (Νεόκαστρο)

- Демова секция Продромос

- село Продромос (Πρόδρομος)
- село Агия Триада (Αγία Τριάδα)
- село Неос Продромос (Νέος Πρόδρομος)

На територията на демовата единица е и днес изоставеното село Свиница (Свинца, Свинче, Свиниса).

### Демова единица Плати
Според преброяването от 2001 година дем Плати (Δήμος Πλατέος) с център в Плати има 11 128 жители и в него влизат 11 села:
- Демова секция Плати

- село Плати (Πλατύ)

- Демова секция Арахос

- село Арахос (Άραχος)

- Демова секция Клиди

- село Клиди (Κλειδί)

- Демова секция Корифи

- село Корифи (Κορυφή)
- село Палеохора (Παλαιόχωρα)

- Демова секция Ляноверги

- село Ляновери (Λιανοβέργι)

- Демова секция Платанос

- село Платанос (Πλάτανος, старо Чинар Фурнус)

- Демова секция Прасинада

- село Прасинада (Πρασινάδα, старо Големо, Мегало Алабор)
- село Кидония (Κυδωνιά, старо Малко, Микро Алабор)
- село Малко Нишел (Ниселуди, Νησελλούδι)

- Демова секция Трикала

- село Трикала (Τρίκαλα)